# Dešeča vas
Dešeča vas este o localitate din comuna Žužemberk, Slovenia, cu o populație de 86 de locuitori.